# Integrated Global Atmospheric Chemistry Observations
(The) Integrated Global Atmospheric Chemistry Observations (IGACO) ist ein international ausgerichtetes Forschungsprogramm der UNESCO zur langfristigen Beobachtung der chemischen Zusammensetzung der Atmosphäre. Es werden mittels boden- und weltraumbasierte Sondierungen nachhaltige Strategien zur Umweltüberwachung entwickelt.
Die im Rahmen von Integrated Global Observing Strategy (IGOS) erhobenen Daten sollen einem möglichst großen Nutzerkreis zugänglich gemacht werden. Es arbeiten 19 internationale Wissenschaftler aus 12 Ländern an dem Programm.